# Ultimate Spider-Man (historieta)
Ultimate Spider-Man es un cómic de superhéroes publicado por Marvel Comics desde 2000 hasta 2011 como una reimaginación moderna de la franquicia de cómics de Spider-Man como parte del sello Ultimate Marvel.
Fue creado por los historietistas Mark Bagley y Brian Michael Bendis quienes expandieron el origen clásico de Spider-Man de 11 páginas a un arco argumental de un total de 180 páginas. Este dúo ha colaborado desde el #1 hasta el #110 de manera regular en el título siendo Stuart Immonen el reemplazo de Bagley en el cómic. Después del último número de la serie #133 continua bajo el nombre de Ultimate Comics: Spider-Man.
En contraste al concepto central del Spider-Man de la continuidad original, Ultimate Spider-Man se enfoca fuertemente en la ingeniería genética abarcando otros elementos como radiación, Magia, Aliens y ópera espacial.
Miles Morales se convirtió el nuevo Spider-Man tras la aparente muerte de Peter Parker.

## Precedentes

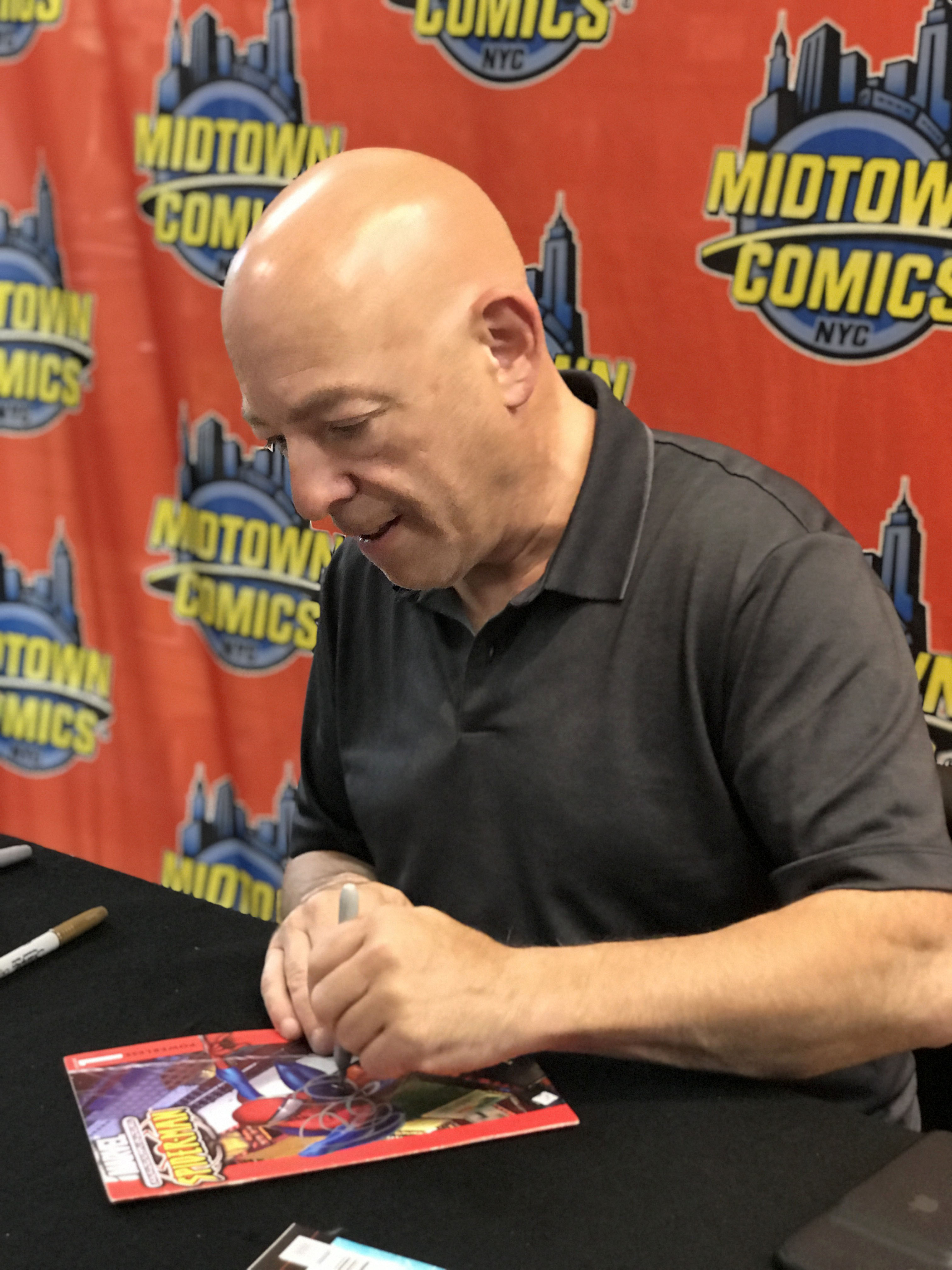
Brian Michael Bendis firmando una copia del primer número de la serie en Midtown Comics.

Ultimate Spider-Man fue la primera serie publicada del universo Ultimate (Universo - 1610). El editor Bill Jemas quería hacer una reinvención del universo Marvel, debido a que él sentía que los personajes con 40 años de historia a sus espaldas serían inaccesibles para cualquier lector nuevo. En un principio el redactor jefe, Joe Quesada, se mostraba escéptico a acceder a una reinvención del personaje de Spider-Man debido a que Chapter One, un intento de revisionar a Spider-Man en el siglo XXI por parte de John Byrne, fue un completo fracaso tanto comercial como de crítica.
El escritor David Mack sugirió que el escritor Indie; Brian Michael Bendis fuese quien se encargara de escribir la serie. Al final él fue elegido por Quesada y Jemas para el trabajo. Marvel se acercó al artista Mark Bagley, quien estuviese a bordo como uno de los artistas más importantes de Spider-Man en la década de los años 90. Inicialmente él no estaba interesado en el proyecto rechazando las propuestas de Marvel numerosas veces hasta que finalmente accedió a firmar el contrato como artista para Ultimate Spider-Man.
El primer arco argumental, "Power and Responsibility", obtuvo respuestas positivas de muchos críticos y entusiastas. Aparte de vender bien, le dio a la línea Ultimate una mayor credibilidad. Después de que Ultimate Spider-Man salió al mercado, Quesada y Jemas dieron luz verde para sacar Ultimate X-Men, The Ultimates y Ultimate Fantastic Four.

## Sagas
- "Poder y Responsabilidad" (#1-7): Cuenta el origen de Spider-Man de una manera más lenta que en la versión original, con la diferencia de que se explaya más en la relación entre Peter y el tío Ben a la par de que se introducen los primeros elementos distintivos del cómic como la relación de Peter y Norman Osborn con la sustancia OZ.

- "Curva de Aprendizaje" (#8-13): Peter conoce a J.J Jameson y gana su empleo como diseñador Web y fotógrafo para el Daily Bugle y como Spider-Man combate al Kingpin y a sus asesinos, Los Enforcers, y Electro. Además empieza una relación amorosa con Mary Jane Watson después de revelarle su identidad secreta.

- "Problema por Duplicado" (#14-21): Spider-Man combate al Dr. Octopus, Justin Hammer, Kraven el cazador y conoce a una difícil chica llamada Gwen Stacy.

- "Legado" (#22-27): Peter, con la ayuda de Nick Fury se enfrenta al horriblemente transformado Norman Osborn .

- "Escrutinio Publico" (#28-32): Un imitador de Spider-Man aterroriza a la gente de NY y asesina a George Stacy el padre de Gwen Stacy lo que provoca que la gente este en contra de Spider-Man. La oficial Jeanne De Wolffe es presentada como el reemplazo del oficial Stacy. Además Mary Jane rompe su relación con Peter.

- "Veneno" (#33-39): Peter se reúne con su amigo de la infancia Eddie Brock Jr; un joven brillante pero irresponsable que posee un traje experimental heredado de los padres de ambos, el cual tiene el potencial de curar enfermedades como el cáncer. Peter se atreve a utilizar el traje pero pronto se da cuenta de que el traje solo potencia su ansia de venganza y a su vez se alimenta de su anfitrión. Horrorizado Peter destruye el traje. Pero Brock utiliza una muestra oculta del traje y la prueba en sí mismo, convirtiéndose en Ultimate Venom. El videojuego Ultimate Spider-Man plantea una secuela de esta saga argumental.

- "Irresponsable" (#40-45): Peter conoce a Marvel Girl, Storm y Kitty Pride de los X-Men y junto a ellas enfrentan al adolescente Geldoff quien apenas acaba de descubrir sus habilidades mutantes. Poco antes de esto Peter y Mary Jane descubren que realmente están enamorados y vuelven a estar juntos.

- "Ultimate Seis Siniestros" (#46 y Ultimate Six#1-7): Más que una saga, esta es una serie limitada en donde se presenta la versión "Ultimate" de los "Sinister Six", siendo Spider-Man y los Ultimates los encargados de enfrentarse a este peligroso grupo de supervillanos que atentan contra la seguridad de S.H.I.E.L.D. y Nick Fury.

- "Gatas & Reyes" (#47-53): Este arco argumental presenta dos historias; la primera es una reimaginación del Amazing Spider-Man #91 acerca de un político corrupto llamado Sam Built, mientras que la segunda es la presentación de las versiones "Ultimate" de Black Cat y Elektra.

- "Hollywood" (#54-59): Es una parodia de la película Spider-Man 2. Se está produciendo un filme no autorizado acerca de Spider-Man con Dr. Octopus como el villano principal siendo el protagonista del filme Tobey Maguire; mientras que Sam Raimi, Bruce Campbell y Avi Arad aparecen como "cameos". Gwen también descubre que Peter es Spider-Man y atenta contra el apuntándole con un arma, no es hasta que Peter le explica que el que no lo asesinó, y ella misma lo perdona.

- "Matanza" (#60-65): Bendis reinventa el personaje de Carnage como un monstruo vampiresco derivado de muestras de la sangre de Peter y del traje simbiótico que dio origen a Venom. Carnage asesina a Gwen Stacy y Peter se culpa a sí mismo por su muerte.

- "Superestrellas" (#66-71): Peter conoce al Dr. Extraño, Johnny Storm y Wolverine. Cuando se encuentra con este se da cuenta de que sus mentes han sido intercambiadas de cuerpos lo que hace que ambos sean forzados a vivir un día en el cuerpo del otro. Al final de esta parte nos enteraremos de que ha sido obra de Jean Grey. Peter posteriormente se encuentra con Johnny Storm, quien estudia en la Midtown High debido a que nunca acabó el instituto y le falta sólo medio semestre, en la escuela se hace novio de Liz Allen, estando en la playa, Johnny accidentalmente se enciende, y Liz lo abandona asumiendo que es un mutante.

- "El Duende" (#72-78): Peter pelea contra Harry Osborn quien se convierte en el Hobgoblin. La vida de Mary Jane es puesta en peligro en la batalla. Peter se da cuenta del riesgo que ser Spider-Man pone en peligro la vida de Mary Jane por lo que termina su noviazgo con ella.

- "Guerreros" (#79-85): Se suscita una guerra de pandillas en la cual Shang Chi, Moon Knight, y Iron Fist se encuentran involucrados.

- "Ultimate Spider-Man Annual #1": Este número especial presenta un romance entre Peter y Kitty Pryde de los X-Men.

- "Marta Plateada" (#86-90): Presenta a la mercenaria femenina del mismo nombre. Este arco es una secuela directa del videojuego Ultimate Spider-Man.

- "Deadpool" (#91-94): Presenta a Deadpool y su grupo llamado The Reavers, quienes capturan a Spider-Man y a los X-Men y los llevan a Krakoa a presenciar una ejecución en vivo. Miles Warren aparece como el interés amoroso de la Tía May.

- "Morbius" (#95-96): Es una historia especial en la que se presenta a Morbius y Blade. En la historia, Ben Urich es mordido por un vampiro pero Morbius salva al reportero mientras que Spider-Man los defiende de un ataque de vampiros. Peter y Mary Jane empiezan a ser amigos de nuevo.

- "Ultimate Spider-Man Annual #2": Aparecen como invitados Daredevil y the Punisher.

- "Saga del Clon" (#97-105): El Doctor Octopus con la ayuda de Ben Reilly, crea clones de Peter Parker. El único completamente normal y sano, es una versión femenina de Peter, llamada Jessica Drew, alias Spider-Woman. Otro de los clones de Peter, llamado Kain, convierte a Mary Jane un duende peludo y rojo (Ultimate Demogoblin), pero el auténtico Peter, con la ayuda de Los 4 Fantásticos, consigue curarla. A raíz de este suceso Peter se da cuenta de que sigue enamorado de Mary Jane, por lo que reanudan su relación al ver que aunque no estén juntos ella siempre está en peligro. Tía May se entera de la identidad de su sobrino. El Doctor Octopus es detenido y todos los clones destruidos, salvo Jessica y otro clon con cola robótica (Ultimate Escorpión). También se descubre que Gwen ha sido clonada y convertida en la criatura que la mató.

- "Caballeros" (#106-110): Daredevil recluta a varios héroes para matar a Kingpin, entre ellos, Spider-Man. Al mismo tiempo, Peter tiene que pasar el mal trago de romper con Kitty.

- "La Conversación" (#111): Peter y tía May hablan sobre lo que hace Spider-Man. Stuart Immonen ya dibuja algunas partes de este número.

- "La Muerte de un Duende" (#112-117): El Duende Verde escapa de prisión y trama un plan para acabar con Nick Fury, y Spider-Man, con la ayuda de Kitty Pride y los agentes de S.H.I.E.L.D. deberá detenerle. Finalmente hay un enfrentamiento entre El Duende Verde y su hijo Harry en su forma de Duende. El Duende Verde mata a su propio hijo y tras esto pide a los agentes que le quiten la vida a lo que estos acceden. Stuart Immonen es oficialmente el nuevo dibujante de la serie.

- "Spider-Man y Asombrosos Amigos" (#118-121): Liz Allen, la compañera de clase de Peter, descubre que es mutante, y Spider-Man con la ayuda de El Hombre de Hielo, deberá impedir que Magneto la engañe para tenerla en su equipo. Después de esto Peter tendrá que enfrentarse a Omega Rojo, e impedir que haga daño a J.J. Jameson.

- "El peor día en la vida de Peter Parker" (#122): Shocker secuestra a Spider-Man para vengarse por tantas derrotas humillantes, y solo Mary Jane y Kitty pueden ayudar a Peter.

- "Guerra de Symbiotes" (#123-128): Se intercambian pasado y presente para narrar lo ocurrido con Eddie Brock, el traje negro y la nueva Gwen Stacy, quien definitivamente vuelve a la vida de Peter tras ser librada de su alter ego maligno (Carnage).

- "Ultimate Spider-Man Annual #3": Peter y Mary Jane hablan sobre si deberían tener o no relaciones sexuales, al final deciden dar el siguiente paso en su relación. También hace aparición un nuevo villano conocido como Mysterio.

- "Ultimatum" (#129-133): La Ola Ultimátum ha destruido a Nueva York. Sin advertencia, una enorme ola gigantesca destruye la mayor parte de Manhattan, matando a millones de personas en un pestañeo. Spidey, desesperadamente se sumergió en la locura para hacer lo que pueda. Mientras lo hacía, fue contactado telepáticamente por Charles Xavier, el mutante psíquico de los X-Men. Xavier le cuenta a Spidey que Magneto había lanzado esta perversa destrucción sobre la humanidad, pero Spiderman no había oído de él desde entonces, dejándolo preguntándose que está pasando exactamente. Cuando la ola se retiró, Spidey ayudó a buscar sobrevivientes en el aguado infierno que era Midtown... y se encontró cara a cara con el Increíble Hulk.El gigante verde persiguió a Spiderman a través del horror de Manhattan a la deshecha casa del maestro de las artes místicas... el Doctor Strange. Al tomar tanto daño por la ola, la casa de Strange hizo erupción liberando energías mágicas. Spiderwoman y Kitty Pride se dirigieron a Manhattan para encontrar a Spidey; Spiderwoman lo encuentra y a Hulk , quien en una ira ciega destruye lo que queda de la magia del Dr. Strange , haciéndola explotar y perdiendo a Peter en el proceso. Cabe destacar que se deja en misterio si Spidey es una baja más en este arco.

- "Ultimate Spider-Man Réquiem #1 y #2 ": Jonah Jameson , testigo del último acto de heroísmo de Spiderman , hace un artículo dedicado a las historias verdaderas que no redactó en el Bugle, dejando al enmascarado como si fuese un gran héroe que ayudó mucho a la ciudad a pesar de toda la mala fama que le dio. Finalmente, se puede ver como los Ultimates y S.H.I.E.L.D ayudan al rescate de personas de entre los escombros, en donde finalmente encuentran a Peter inconsciente, pero vivo.
- Entre Requiem y la muerte de Spider-Man se encuentra Ultimate Comics Spider-Man
- "La Muerte de Spider-man, preludio" (#153-155)

- "La Muerte de Spider-man " (#156-160): El duende Verde (dado por muerto semanas atrás), libera a los villanos más fuertes de Spider-Man de la prisión del Triskelion, con el plan de asesinar a Peter Parker. Mientras tanto, Spidey sale herido durante la guerra entre Ultimates y Nick Furia, para luego ser informado por Mary Jane de que el duende y los villanos se dirigen a su casa. En otro lugar, la Antorcha Humana y Ice Man (quienes vivían como parientes de Peter), son vencidos por el grupo del duende, quien mató al doctor Octopus en una discusión, pero Peter llega y vence a los villanos, cuando MJ llega y atropella al duende. Entonces Peter, en un valiente acto, hace explotar el camión en el duende Verde y ambos mueren. En sus últimas palabras, Peter le dice a su Tía May que no pudo salvar al Tío Ben, pero a ella si. Luego de decir esto, muere en los brazos de Mary Jane.

## Personajes

### Héroes
- "Peter Parker/Spider-Man": Es un tímido e inteligente estudiante de preparatoria que vive en Queens en Nueva York con sus tíos Ben y su tía May Parker. Peter adquiere las habilidades proporcionales de una araña gracias a la mordida de una que fue expuesta a la droga "OZ". Al principio el utiliza sus poderes para ganar dinero en concursos de Lucha Libre, pero cuando al darse cuenta de que el ladrón que dejó escapar era el que se asesinó a su Tío Ben, el toma la responsabilidad de proteger a la ciudad convirtiéndose en el vigilante Spider-Man. En el último cómic, Peter muere tras combatir al Duende Verde.

- "Mary Jane Watson/DemoDuende": es la novia de Peter y su vecina de al lado. Ella es la primera persona a la que Peter le revela su identidad secreta y ella ayuda a Peter haciendo trajes para él y tratando sus lesiones. Debido a la identidad secreta de Peter, han roto varias veces, pero siempre han vuelto puesto que parecen destinados a estar juntos. En una ocasión, Mary Jane ganó superpoderes mediante una dosis de OZ aplicada por Kaine, haciendo que cada vez que se enoje o se estrese, se convierta en un horrible monstruo rojo cegado por la ira: el DemoDuende.

- "Harry Osborn/Hobgoblin": es el problemático hijo de Norman Osborn. El presencio el accidente que convirtió a su padre en el Duende Verde. Perturbado por las imágenes de su pasado, Harry crea a Shaw como una segunda personalidad que le sirve como guía para crear a Hobgoblin. Como el Hobgoblin sus poderes son muy parecidos a los del Duende Verde con la diferencia de que posee una mejor defensa y un factor curativo. Fue asesinado por su padre.

- "Gwen Stacy/Carnage": es una chica de calle que hace amistad con Peter y Mary Jane, su padre es el capitán de la policía de Nueva York: George Stacy, este es asesinado por un impostor disfrazado de Spider-Man por lo que culpa al verdadero Spider-Man por su muerte. Debido a que su madre se niega a cuidar de ella, la Tía May decide a darle un techo en su casa. Ella es posteriormente asesinada por Carnage. En Ultimate Spider-man#98 ella reaparece misteriosamente, revelándose ser la nueva Carnage y una clon de la original. Después de que Eddie Brock absorbiera a Carnage, se considera a Gwen oficialmente viva de nuevo.

- "Kitty Pryde/Shadowcat": es una miembro de los X-Men y novia de Peter Parker después de que él rompe con Mary Jane. Kitty usa un disfraz de color verde y amarillo cuando pelea al lado de Spider-Man para evitar revelar su identidad. La relación de ella con Peter es difícil debido a que ambos se mantienen alejados uno del otro. Peter rompe con ella después de los incidentes de "Clone Saga". A pesar de que está enfadada con él sigue ayudándolo cuando es Spider-Man.

### Personajes de apoyo
- "May Parker": Es un pilar de apoyo para Peter. Ella es una mujer independiente en sus 50, s que trabaja como secretaria y que regularmente ve a una terapista para poder lidiar con la muerte de su esposo Ben. May odia a Spider-Man debido a que ella piensa que el no tiene piedad por la gente inocente y debido a que el oculta su rostro con una máscara. En el número 99 ella conoce la identidad secreta de Peter algo que la hace enojar pero después de un tiempo ella acepta eso. Sufre del corazón.

- "Nick Fury": Es la cabeza de la organización S.H.I.E.L.D. El quiere que Peter se una a los Ultimates cuando sea un adulto. En Ultimate Spider-Man#27 él le dice a Peter que se volverá propiedad del gobierno cuando cumpla 18 años.

- "Jean DeWolff": era la oficial de la policía de Nueva York. Ella le ofrecía apoyo y comprensión a Spider-Man cuando la lucha contra los criminales resultaba mucho para él. Ella estaba secretamente trabajando para Kingpin y se presume que era su amante. Punisher la asesinó en Ultimate Spider-Man Annual #2.

- "J. Jonah Jameson": El redactor jefe del Daily Bugle, el diario en el que trabaja Peter. El odia a Spider-Man y encabeza una dura campaña de desprestigio contra él.

- "Ben Urich": Periodista estrella del Daily Bugle, gracias a Spider-Man/Peter Parker consiguió hacer un reportaje que daba pruebas suficientes para incriminar a Wilson Fisk como líder de la mafia de Manhattan, lo que hace que este huya del país. En muchas ocasiones se muestra como defensor del joven Peter Parker ante las riñas de J. Jonah Jameson.

### Villanos
- "Norman Osborn/Duende Verde": es un inescrupuloso ejecutivo de Oscorp. El desarrolla un químico experimental llamada "OZ". Después de que atestigua los resultados del efecto de la droga en Peter él decide inyectársela en sí mismo provocando que se convierta en un poderoso y desquiciado monstruo. Fue asesinado a petición suya por los agentes de S.H.I.E.L.D. luego de matar a su propio hijo. Más tarde acabaría con Spider-Man.

- "Dr. Otto Octavius/Doctor Octopus": es uno de los más importantes científicos a cargo de la corporaracion Osborn y un espía industrial. Los cuatro brazos que el usaba para controlar materiales peligrosos tras un peligroso accidente se fusionaron a su sistema nervioso y a su piel en el mismo accidente que convirtió a Norman Osborn en el Duende Verde.

- "Eddie Brock Jr/Venom": es un estudiante universitario que fue un amigo de la infancia de Peter. Su papá hizo equipo con Richard Parker, el papá de Peter, en la creación del "Traje Venom", un compuesto simbiótico que se adhiere a la piel del usuario. Eddie entra en contacto con el traje y se convierte en un monstruo de fuerza y habilidades sobrehumanas copiando casi todas las habilidades de spidey. Se volvió mucho más poderoso al absorber a Carnage.

- "Max Dillon/Electro": Uno de los matones del Kingpin. Él ganó sus habilidades eléctricas a través de manipulación electrónica.

- "Flint Marko/Sandman": Ganó sus poderes a través de manipulación genética. Sus habilidades son el poder moldear maleablemente su cuerpo gracias a la consistencia arenosa de su cuerpo.

- "Sergei Kravinoff/Kraven": es una estrella de la televisión que caza animales en directo, y que cree que la mayor presa es Spider-Man. Spidey lo derrota humillantemente ante las cámaras. Después de esto manipula su cuerpo genéticamente para poder transformarse en un monstruo con forma parecida a un hombre lobo.

- "Carnage": Es una criatura que surge al mezclar el traje Veneno con la sangre de Spider-Man/Peter Parker. Posee unos poderes similares a los de Veneno, pero se diferencia de este en que no hay nadie poseído por la sustancia. Posteriormente posee a Gwen.

- "Wilson Fisk/Kingpin": Es uno de los mafiosos más grandes de todos, que controla gran parte de la ciudad. Es obligado a escapar de Nueva York tras un encuentro con Spiderman, quien robo vídeos de cámaras de vigilancia que mostraban un asesinato a sangre fría por el mismo Kingpin, quien aplasta la cabeza de uno de sus empleados por incompetente, con sus propias manos. Luego de que todo eso se desmintiera tras pagar unos cuantos millones, el Kingpin vuelve para financiar la campaña política de Sam Bullit, un político que quiere ser alcalde de Nueva York, que además busca imponer una nueva ley en contra de Spiderman. Finalmente es obligado a dejar la ciudad otra vez gracias a la ayuda de J. Jonah Jameson quien hace una publicación en el Dayle Bugle sobre la alianza de Kingpin y Sam Bullit.

- "Los Forzadores": Son matones de Kingpin, concretamente tres, Montana, experto en el manejo del látigo, el Buey muy alto y musculoso y el cabecilla Fancy Dan, maestro de artes marciales, y que destaca por su obsesión de que nadie toque sus dos pistolas doradas.

- "Dr. Curt Connors/El Lagarto": es el jefe de laboratorio de Eddie Brock. Conoce la identidad de Peter pero no lo revela ya que está en deuda con el por ayudarle cuando, experimentando con la regeneración de miembros perdidos se convirtió en un enorme reptil. Es el creador de Carnage.

- "Mysterio": Un nuevo delincuente que usa trucos para cometer sus atracos. No se sabe nada de él.

## Videojuegos
El videojuego Ultimate Spider-Man se enfoca en la saga "War of Symbiotes" tres meses después de su supuesta muerte después de la pelea contra Spider-Man. El videojuego contiene elementos que afectaran el futuro de los arcos argumentales posteriores de "Ultimate Spider-man", tales como R.H.I.N.O, un hombre que viste un traje robótico gigante o Spider-Man llamando a Shocker por su nombre verdadero (Herman Schultz). En el juego se ven varios cameos como carteles promocionado el show de TV de Kraven el cazador, la compañía de demolición de coches de Alex O'Hirn (Rhino, como chiste al nivel donde el personaje se enfrenta a R.H.I.N.O., en un estacionamiento y el villano rompiendo autos), un cartel gigante promocionando la película de Arachnoman (parodia de Spider-Man), el Santosactorúm del Dr. Strange, un enorme letrero de Fisk Enterprises (compañía de Kingpin) y otro de SHIELD (aun cuando esta es una organización secreta), además el edificio Baxter, la Universidad Empire State, entre otras cosas.
El videojuego Spider-Man: Battle for New York está basado levemente en "Ultimate Spider-Man".
La dimensión Ultimate de Spider-Man, también tiene su aparición en el nuevo juego del arácnido, titulado Spider-Man: Shattered Dimensions, donde el joven Peter Parker (ataviado con el traje simbionte) accederá a ayudar a sus homólogos de las otras dimensiones, y tendrá que enfrentarse a enemigos clásicos de la serie Ultimate, como Electro, Carnage y Deadpool.
Ultimate Spider-Man: Total Mayhem es un videojuego para iPhone, iPod Touch y iPad.

## Serie Animada para TV
Marvel ha anunciado que se estrenará una serie basada en el cómic del mismo título que espera estrenarse en otoño del 2011 por el canal Disney XD. El equipo recreativo fue anunciado por Jeph Loeb, el cual será: Paul Dini, Brian Michael Bendis, Joe Casey, Joe Kelly, Duncan Rouleau y Steven T. Seagle; responsables de Ben 10.
Sin embargo la serie tiene una trama totalmente nueva y diferente enfocada más hacia un público infantil en lugar de juvenil como estaba originalmente orientado el Universo Ultimate. Esto disgustó a muchos fanes. Sin embargo, es la serie más larga del personaje contando con 4 temporadas.

## Cameos
En la serie Ultimate Spider-Man se pueden notar varios cameos, principalmente del Universo Marvel principal:
Números #35, #36, #37, #38:
- En las portadas de estos números se puede ver el diseño clásico de Venom con la araña blanca en el pecho y espalda, pero en ningún momento de la historia ocurrida dentro del cómic Venom adquiere dicho diseño.

Número #53:
- Cuando Peter busca en la computadora nombres de ladrones aparecen varios nombres de supervillanos del Universo Marvel principal, tales como Abner Jenkins (Escarabajo en el Universo Marvel principal), Cletus Kasady (Carnage en el Universo Marvel principal), Hobbie Brown (Merodeador en el Universo Marvel principal) y Thomas Fireheart (Puma en el Universo Marvel principal).

Número #75:
- En el laboratorio de Oscorp, donde Shawn lleva a Harry Osborn, aparecen los brazos antiguos (de la saga original) del Doctor Octopus .
- También aquí aparecen tres máscaras: la del Duende Verde del Universo Marvel principal con su gorro morado, la del Duende Verde de la trilogía fílmica y la del Duende Verde en su versión Ultimate, cosa que contradice que Norman Osborn se haya transformado, además de aparecer un robot simulando el cuerpo del villano.
- En la página 17 aparece Harry Osborn hablando con Shawn y en la TV aparece una referencia a la película Alien Vs Predator.

Número #99:
- El diseño de la camiseta que el clon Kaine lleva puesto es similar al diseño del traje de Ben Reilly en el Universo Marvel principal.

Número #110:
- En una comisaría se pueden ver a dos adolescentes arrestadas, las cuales visten los mismos trajes que Cloack y Dagger en el Universo Marvel principal, a pesar de tener el mismo color de piel correspondiente a cada personaje, ambas son mujeres.

Annual #3
- En una comisaría se puede ver a una mujer desquiciada vestida como Spider Woman del Universo Marvel principal gritando "Acepta el cambio", la misma frase fue usada por Marvel para promocionar el evento "Secret Invasion" ("Invasión Secreta"), en donde los extraterrestres Skrull se infiltran en la Tierra, y uno de ellos toma el lugar de Spider Woman.

Número ???
- Peter está en su laboratorio y en un extremo de la habitación hay un trineo con un grabado "Rosebud" que hace referencia a la última palabra dicha en la película "The citizen Kane".

## Ultimate Comics: Spider-Man
Continuación de Ultimate Spider-Man, está ambientada seis meses después del número 133, se darán importantes cambios en la vida de Peter Parker.

## Ultimate Comics All New Spider-Man
Continuación de Ultimate Comics Spider-Man, los hechos ocurren inmediatamente después de la muerte de Peter Parker mostrando a Miles Morales como el nuevo Spider-Man
- Datos: Q1199721
- Multimedia: Ultimate Spider-Man / Q1199721